# José Luis Calderón
José Luis Calderón (ur. 24 października 1970 w La Placie) – argentyński piłkarz, grający podczas kariery na pozycji napastnika.

## Kariera klubowa
José Luis Calderón rozpoczął karierę w czwartoligowym klubie Defensores de Cambaceres Ensenada w 1989. Z Defensores awansował do trzeciej ligi w 1991. Dobra gra i 20 strzelonych bramek w sezonie 1991/92 zaowocowały na początku następnego sezonu transfer do pierwszoligowego Estudiantes La Plata. W 1994 na jeden sezon spadł z Estudiantes do drugiej ligi. Po powrocie po rozegraniu rundy Apertura Calderón odszedł do Independiente Avellaneda i występował w nim przez kolejnych pięć lat, z paromiesięczną przerwą na grę we włoskim SSC Napoli w sezonie 1997/98. Na początku 2000 roku Calderón wyjechał do Meksyku, gdzie został zawodnikiem stołecznego Club América. W lidze meksykańskiej zadebiutował 16 stycznia 2000 w wygranym 5-0 wyjazdowym meczu z Toros Neza. Calderón wszedł na boisko w 69 min. zastępując Carlosa Hermosillo, a już dwie minuty później zdobył 4 bramkę dla Amériki.
W Meksyku występował do 2003, kiedy to jako zawodnik Atlasu 31 maja w przegranym 2-3 z CF Monterrey Calderón po raz wystąpił w lidze. Ogółem w lidze meksykańskiej Calderón rozegrał 112 meczów, w których strzelił 37 bramek. W 2003 powrócił Independiente, jednak po paru miesiącach odszedł do Arsenalu Sarandí. W 2005 powrócił do Estudiantes La Plata. Z Estudiantes zdobył mistrzostwo Argentyny: Apertura 2006. W latach 2007–2008 po raz drugi był zawodnikiem Arsenalu Sarandí. Z Arsenalem zdobył Copa Sudamericana 2007 pokonując w finale swój były klub Amérikę(Calderón wystąpił w obu meczach finałowych).
W sezonie 2008–2009 po raz trzeci był zawodnikiem Estudiantes. Z Estudiantes zdobył Copa Libertadores 2009(Calderón wystąpił tylko przez ostatnią minutę w drugim meczu finałowym). Ostatni sezon w argentyńskiej ekstraklasie Calderón spędził w Argentinos Juniors Buenos Aires. Z Argentinos Juniors zdobył drugi w swojej karierze tytuł mistrzowski Clausura 2010. Po raz ostatni w lidze argentyńskiej Calderón wystąpił 16 maja 2010 w wygranym 2-1 meczu z Huracánem Buenos Aires. Ogółem w latach 1992–2010 rozegrał w lidze argentyńskiej 390 meczów, w których strzelił 141 bramek. W 2010 rozegrał pożegnalny mecz w barwach Defensores de Cambaceres Ensenada, zdobywając w nim bramkę z karnego.
| Sezon     | Klub                              | Kraj      | Rozgrywki               | Mecze | Bramki |
| --------- | --------------------------------- | --------- | ----------------------- | ----- | ------ |
| 1989/90   | Defensores de Cambaceres Ensenada | Argentyna | Primera C Metropolitana | 18    | 9      |
| 1990/91   | Defensores de Cambaceres Ensenada | Argentyna | Primera C Metropolitana | 26    | 12     |
| 1991/92   | Defensores de Cambaceres Ensenada | Argentyna | Primera B Metropolitana | 32    | 20     |
| 1992/93   | Defensores de Cambaceres Ensenada | Argentyna | Primera B Metropolitana | 7     | 2      |
| 1992/93   | Estudiantes La Plata              | Argentyna | Primera División        | 29    | 7      |
| 1993/94   | Estudiantes La Plata              | Argentyna | Primera División        | 31    | 6      |
| 1994/95   | Estudiantes La Plata              | Argentyna | Primera B Nacional      | 40    | 26     |
| 1995/96   | Estudiantes La Plata              | Argentyna | Primera División        | 18    | 13     |
| 1995/96   | Independiente Avellaneda          | Argentyna | Primera División        | 16    | 4      |
| 1996/97   | Independiente Avellaneda          | Argentyna | Primera División        | 25    | 19     |
| 1997/98   | SSC Napoli                        | Włochy    | Serie A                 | 6     | 0      |
| 1997/98   | Independiente Avellaneda          | Argentyna | Primera División        | 18    | 7      |
| 1998/99   | Independiente Avellaneda          | Argentyna | Primera División        | 29    | 18     |
| 1999/2000 | Independiente Avellaneda          | Argentyna | Primera División        | 17    | 3      |
| 1999/2000 | Club América                      | Meksyk    | Primera División        | 16    | 3      |
| 2000/01   | Club América                      | Meksyk    | Primera División        | 24    | 5      |
| 2001/02   | Club Atlas                        | Meksyk    | Primera División        | 35    | 20     |
| 2002/03   | Club Atlas                        | Meksyk    | Primera División        | 30    | 6      |
| 2003/04   | Independiente Avellaneda          | Argentyna | Primera División        | 7     | 0      |
| 2003/04   | Arsenal Sarandí                   | Argentyna | Primera División        | 18    | 8      |
| 2004/05   | Arsenal Sarandí                   | Argentyna | Primera División        | 34    | 12     |
| 2005/06   | Estudiantes La Plata              | Argentyna | Primera División        | 30    | 15     |
| 2006/07   | Estudiantes La Plata              | Argentyna | Primera División        | 35    | 11     |
| 2007/08   | Arsenal Sarandí                   | Argentyna | Primera División        | 32    | 9      |
| 2008/09   | Estudiantes La Plata              | Argentyna | Primera División        | 29    | 4      |
| 2009/10   | Estudiantes La Plata              | Argentyna | Primera División        | 5     | 1      |
| 2009/10   | Argentinos Juniors Buenos Aires   | Argentyna | Primera División        | 17    | 3      |

## Kariera reprezentacyjna
W reprezentacji Argentyny Calderón zadebiutował w 1997. W tym samym roku wystąpił w turnieju Copa América, na którym Argentyna zajęła drugie miejsce. Na turnieju wystąpił w trzeech meczach grupowych z Ekwadorem, Chile i Paragwajem. W 1999 po raz drugi został powołany na Copa América. Na turnieju w Paragwaju był rezerwowym i nie wystąpił w żadnym meczu. Ogółem w barwach albicelestes wystąpił w 5 meczach.